# Colosteidae
I colosteidi (Colosteidae) sono una piccola famiglia di stegocefali estinti, dalle parentele non del tutto chiare. Vissero nel Carbonifero (340 – 300 milioni di anni fa). I loro resti sono stati ritrovati in Europa e in Nordamerica.

## Descrizione
Il corpo di questi animali mediamente raggiungeva il metro e mezzo di lunghezza, ed era estremamente allungato. La coda era lunga e appiattita lateralmente, mentre le zampe erano molto ridotte. Il cranio, superficialmente, era simile a quello dei tetrapodomorfi come Panderichthys: compatto e massiccio, era fornito di un muso allungato armato di una dentatura notevole.

### Cinto scapolare insolito
L'aspetto curioso della morfologia dei colosteidi è dato dalla struttura del cinto scapolare: esso era articolato con il cranio, ed era provvisto di un osso (cleitro) presente anche nei pesci. In questo gruppo di tetrapodi primitivi, il cleitro era stretto e allungato, ma la sua funzione rimane sconosciuta. Forse serviva a rinforzare il cinto al tronco, piuttosto che al cranio. Lo scapolarcoracoide era formato da una struttura massiccia, forse dotata di appendici cartilaginee adatte a rinforzarla ulteriormente. Questi elementi erano ricoperti da uno strato composto da tre ossa dermiche: vi erano due clavicole a forma di diamante e un'interclavicola in posizione ventrale. Tutta questa struttura andava a formare un largo scudo toracico, con una proiezione rivolta in avanti e che forse si articolava con la mandibola. Infine, vi sono elementi per ritenere che la pesante struttura fosse ricoperta da uno strato di forti scaglie.

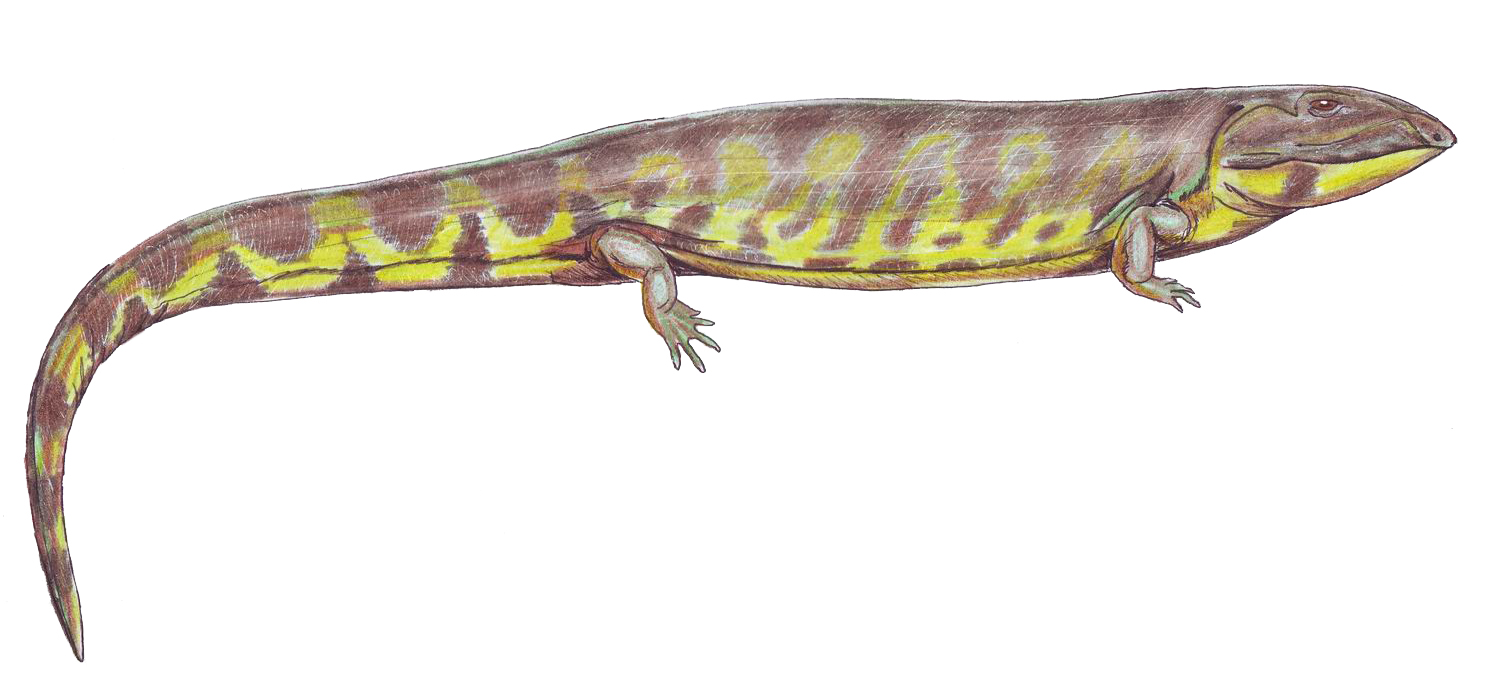
Ricostruzione di Pholidogaster pisciformis

## Stile di vita
L'insolito apparato del cinto scapolare non doveva avere funzioni difensive, in quanto le semplici dimensioni dei colosteidi dovevano scoraggiare qualunque animale di taglia inferiore, mentre un predone più grande non avrebbe avuto problemi a frantumare le ossa del cinto. È probabile, invece, che tale struttura fosse un sistema per trasferire la forza prodotta dai muscoli del corpo attraverso il tronco, fino ad arrivare al cranio. Con tutta probabilità i colosteidi si muovevano attraverso le paludi carbonifere muovendo lateralmente la potente coda, e spingendosi in avanti con un moto ondulatorio del corpo, in modo simile all'attuale anfiuma. Il cranio dotato di denti aguzzi li caratterizza come voraci predatori, e le zampe minuscole indicano che questi animali erano quasi impossibilitati a muoversi sulla terraferma.

## Classificazione

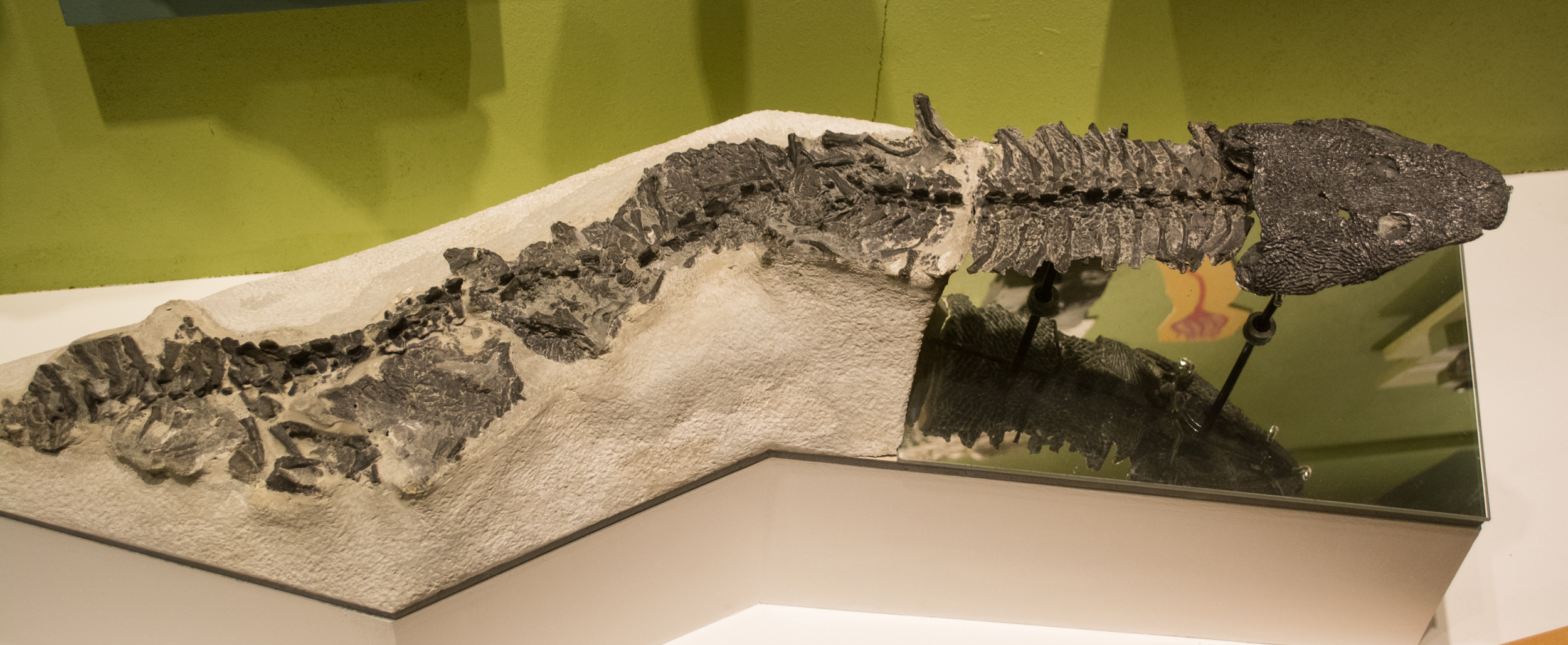
Fossile di Greererpeton burkemorani

In origine i colosteidi erano ritenuti un gruppo di anfibi primitivi, e venivano generalmente classificati all'interno del grande gruppo dei labirintodonti. Recenti revisioni hanno dimostrato che le numerose caratteristiche dei colosteidi rendono questi animali unici, e non ascrivibili ad alcun gruppo di anfibi estinti. È possibile una parentela di questi animali con i temnospondili, ma è più probabile che i colosteidi fossero una branca separata di vertebrati primitivi, che si svilupparono nel corso del Carbonifero inferiore e si estinsero nel Carbonifero superiore, proprio quando gli anfibi arcaici iniziarono la conquista delle paludi carbonifere. Il più noto fra i colosteidi è Greererpeton, del Carbonifero inferiore degli USA, mentre Colosteus scutellatus sembrerebbe essere stato un tardo sopravvissuto del gruppo, nel Carbonifero superiore. Ai colosteidi, a volte, è ascritto anche Pholidogaster pisciformis, anch'esso del Carbonifero inferiore. Nel 2010 è stato descritto un altro colosteide del Carbonifero inferiore, Deltaherpeton.